# Striscia a fumetti
La striscia a fumetti è una sequenza di alcune vignette affiancate, realizzate in bianco e nero oppure a colori, con il testo contenuto generalmente nei balloon o nuvolette, che costituiscono una singola scena o battuta e che possono essere parte di una storia più lunga a fumetti formata da più strisce. Negli Stati Uniti d'America, durante il ventesimo secolo, giornalmente si è arrivati a pubblicare più di 200 diverse serie a fumetti in forma di striscia o di tavola domenicale sui quotidiani, per un totale di oltre 7 milioni di episodi.

## Storia
La terminologia striscia a fumetti deriva dal formato con cui i fumetti vennero realizzati per essere pubblicati sui quotidiani dove inizialmente venivano inseriti, come contorno alle notizie, sequenze di quattro o cinque vignette poste orizzontalmente, una a fianco dell'altra. I fumetti, nati alla fine del XVIII secolo come singola vignetta con del testo riportato nella stessa, dagli inizi del successivo incominciarono quindi a essere pubblicati sui quotidiani dal lunedì al sabato sotto forma di strisce orizzontali, mentre la domenica, in una sezione dedicata, vennero proposte sequenze più lunghe grandi quanto una intera pagina del quotidiano, le tavole domenicali. Per quanto molte serie a fumetti abbiano una trama di ampio respiro, la striscia a fumetti è in genere leggibile anche singolarmente, essendo pensata anche per lettori occasionali.
Le prime strisce in bianco e nero pubblicate su un quotidiano risalgono al 1907, realizzate da Bud Fisher, autore della serie a fumetti Mutt and Jeff, ma i fumetti esistevano già da una decina di anni con le cosiddette sunday pages o pagine domenicali, vere e proprie tavole, quasi sempre a colori, contenute nei supplementi domenicali dei quotidiani, ben più ampie e sviluppate delle strisce pubblicate nel corso della settimana e indirizzate inizialmente a un pubblico infantile, come ad esempio Yellow Kid di Richard Felton Outcault (1895), The Katzenjammer Kids di Rudolph Dirks (1897)  - noti in Italia grazie al Corriere dei Piccoli col titolo di Bibì e Bibò - o Little Nemo in Slumberland (1905) di Winsor McCay. Successivamente il target non fu più soltanto infantile: erano gli stessi adulti che compravano i quotidiani a seguire serie a fumetti di avventura come Flash Gordon (1934) di Alex Raymond o Tarzan, disegnato da Hal Foster negli anni trenta e da Burne Hogarth negli anni quaranta. La King Features Syndicate, uno dei principali distributori di serie di fumetti a strisce sui quotidiani dell'epoca, propone ancora un secolo dopo, nel XXI secolo, le strisce quotidiane di numerosi personaggi come Popeye, Phantom, Peanuts e Tarzan.
In Italia la produzione di fumetti a strisce si ebbe dagli anni quaranta con serie come il Piccolo sceriffo o Tex Willer e molti altri pubblicati fino alla fine degli anni sessanta, non su quotidiani come in America, ma su albi a strisce dedicati di formato tale da avere in ogni pagina una sola striscia; il formato venne poi abbandonato e sostituito da albi di varia grandezza come il tascabile, impiegato per i fumetti neri, o il Bonelli, nato dalla sovrapposizione di tre albi a strisce e impiegati per storie di lungo respiro nel quale la trama non è più suddivisa in scene di poche vignette; successivamente il fumetto a strisce auto-conclusive - come quelle americane degli esordi - venne riproposto in Italia durante gli anni settanta con le fortunate serie di Sturmtruppen di Bonvi o di Lupo Alberto di Silver, pubblicati su quotidiani, riviste di fumetti o su albi dedicati.
Dagli inizi del XXI secolo, con lo sviluppo della rete internet, alcune serie hanno cominciato a venire pubblicate online.

## Caratteristiche

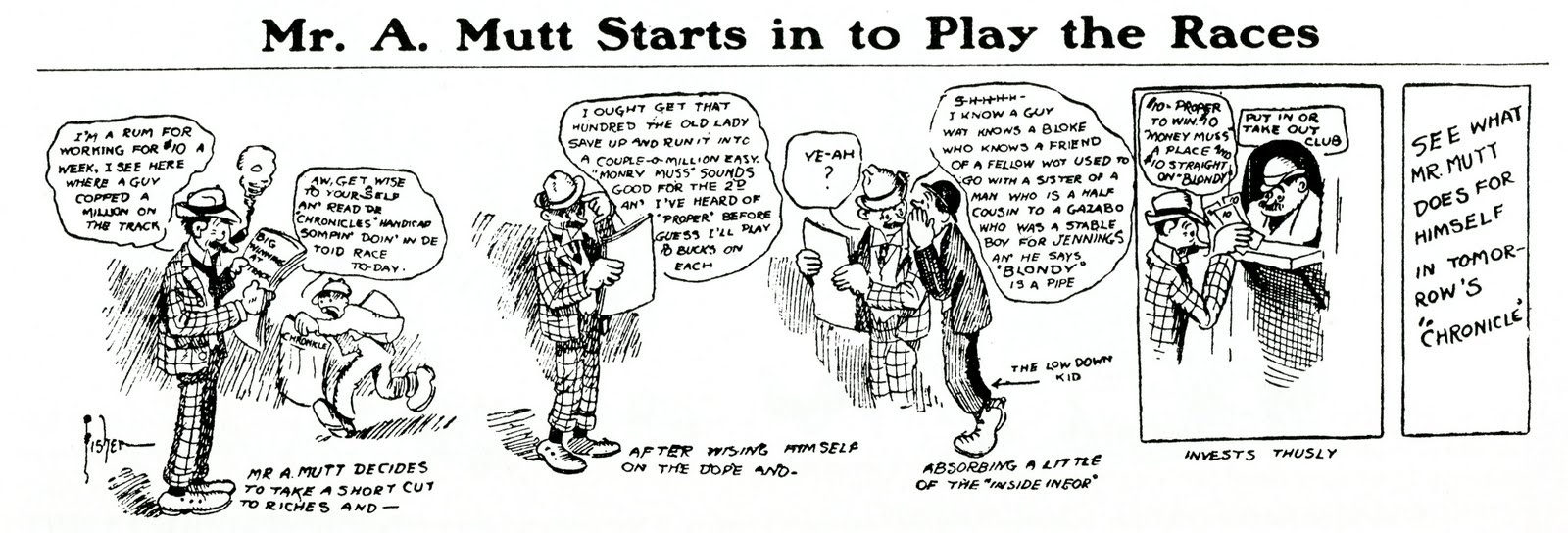
Mr. A. Mutt, 1907: uno dei primi esempi di striscia sui quotidiani, si evolvette in Mutt and Jeff

Le strisce giornaliere sono i fumetti pubblicati sui giornali quotidiani giornalmente nel formato a strisce, cioè una sequenza di poche vignette a formare una gag auto-conclusiva o all'interno di una sequenza di più strisce a formare una storia più lunga e quindi collegata a quanto narrato nella striscia del giorno precedente. Le strisce giornaliere esordiscono sui quotidiani degli Stati Uniti già nei primi anni del novecento distribuite alle varie testate dai Syndicate, sorta di agenzie di distribuzione. Nei supplementi domenicali degli stessi giornali compaiono le tavole domenicali a colori nelle quali possono continuare le trame narrate nelle strisce giornaliere precedenti o essere indipendenti. Alcune serie a fumetti vengono prodotte solo in forma di strisce o esclusivamente in tavole, mentre altri in entrambe le forme. I personaggi umoristici esauriscono le loro gag in una sola striscia, che viene detta autoconclusiva, quelli avventurosi invece proseguono le vicende da una striscia all'altra. Nel caso di personaggi avventurosi realizzati sia in strisce che in tavole, si possono avere due trame distinte oppure un'unica in continuazione fra strisce e tavole e in questo caso la tavola domenicale funge più che altro da riassunto degli accadimenti della settimana precedente. In Italia alcuni giornali pubblicano strisce umoristiche, ma troviamo pochi esempi di quotidiani con fumetti avventurosi. Costituiscono eccezioni i quotidiani Il Giorno e Paese Sera che negli anni sessanta prestò molta attenzione ai fumetti, indicendo anche concorsi a premi a cui parteciparono giovani autori poi divenuti famosi.